# Ulla Schmidt (Politikerin, 1942)
Ulla Schmidt (* 16. Juli 1942 in Kirchhellen-Feldhausen) ist eine deutsche Politikerin (CDU).

## Leben
Schmidt absolvierte eine Lehre zur Kauffrau und war anschließend als Sachbearbeiterin und Schulsekretärin tätig. Von 1981 bis 1996 war sie selbständige Kauffrau. Schmidt ist verheiratet und hat ein Kind.
1972 trat Schmidt der CDU bei, die sie ab 1974 im Kreistag des Westerwaldkreises vertrat. 1994 wurde sie CDU-Vorsitzende in Wirges. Von 1987 bis 1991 sowie erneut von 1992 bis 2011 war sie Abgeordnete des rheinland-pfälzischen Landtags, in dem sie den Wahlkreis 6 (Montabaur) vertrat. Bei der Wahl 2006 erzielte sie das landesweit höchste Stimmenergebnis für die CDU.